# Causa Golowatow
Die Causa Golowatow ist eine Affäre um die Anwendung der EU-Normen des Europäischen Haftbefehls bei der Freilassung des ehemaligen KGB-Agenten Michail Golowatow aus der österreichischen Anhaltung.

## Geschichte
Litauen erstellte im Oktober 2010 einen EU-Haftbefehl für den russischen Oberst des sowjetischen Geheimdienstes KGB Michail Golowatow, da er einer der hauptverantwortlichen Akteure bei der blutigen Niederschlagung von Protestaktionen in Vilnius durch sowjetische Truppen am 13. Januar 1991 war. An diesem „Blutsonntag“ starben 14 Zivilisten und mehr als 1000 wurden verletzt, als sie im Unabhängigkeitskampf friedlich und unbewaffnet die Besetzung des Fernsehturms durch die KGB-Sondereinheit ALFA verhindern wollten.
Golowatow war in Besitz eines Schengen-Visums, ausgestellt durch Finnland im November 2009 vor Erlass des Haftbefehls. Mit diesem Visum reiste er durch mehrere EU-Staaten (u. a. Deutschland, Frankreich und Zypern), wurde jedoch erst in Österreich kontrolliert, da er per Flug von Russland eine Außengrenze des Schengen-Raums passierte und am 14. Juli 2011 noch am Flughafen Wien-Schwechat festgenommen.
Aufgrund der Tatsache, dass der von Litauen erlassene Haftbefehl für Verbrechen vor 2002 nicht anzuwenden ist, führte Österreich eine Einzelfallprüfung durch. Weil die von Litauen im Rahmen des Haftbefehls gelieferten Informationen laut dem Wiener Außenministerium aber „zu vage“ waren (es fehlten Tatort, Tatzeit sowie der individualisierte Tathergang), wurde der Angeklagte jedoch wieder binnen 24 Stunden nach der Anhaltung freigelassen.
Zwei Tage lang hätte man Golowatow nach österreichischem Recht festhalten können, um den Tatverdacht zu überprüfen. Doch die Staatsanwaltschaft hat diese nicht ausgeschöpft. In einem ähnlichen Fall in Italien hätte man 40 Tage Zeit gehabt, um Unterlagen zu liefern. Argumentiert wurde dies damit, dass es Litauen verabsäumt hatte, die Fragen „Wo und wann hat Golowatow welche konkreten Tathandlungen gesetzt“ fristgerecht zu beantworten.
Lettland und Estland kritisierten gemeinsam mit Litauen die Freilassung des gesuchten russischen Offiziers. Die Außenminister der drei Länder schalteten auch die Europäische Kommission – konkret Justizkommissarin Viviane Reding – ein. In Vilnius gab es Boykottaufrufe gegen Österreich. Litauen zog diplomatische Konsequenzen. Der Chef des auswärtigen Ausschusses des litauischen Parlaments, Emanuelis Zingeris, drohte mit einem Abbruch der diplomatischen Beziehungen zu Österreich. Reding bestätigte zwar, dass Österreich rechtlich völlig korrekt gehandelt habe, betonte allerdings auch die politischen Dimensionen dieser Causa und forderte offene Zusammenarbeit innerhalb der EU.